# Бережанська міська територіальна громада
Бережанська міська громада — територіальна громада в Україні, в Тернопільському районі Тернопільської области. Адміністративний центр — м. Бережани.
Бережанська міська територіальна громада розташована на заході Тернопільської області і межує на півночі з Львівською областю.
Загальна площа території - 242,5 км²
Станом на 1 січня 2023 року чисельність населення громади складає 26592 особи, з яких 3168 – діти.
Внутрішньо переміщених осіб – 2552 особи
До складу громади входить 21 населений пункт: місто Бережани- адміністративний центр та 20 сіл.
Утворена 2 листопада 2018 року шляхом об'єднання Бережанської міської ради та Посухівської сільської ради Бережанського району.
Історія
Адмінстативний центр громади – місто Бережани належать до найдавніших українських поселень. Перша письмова згадка про місто датується 1375 р. У 1530 р. Бережанам набули  статус міста і Магдебурзьке право.
Упродовж своєї історії Бережани були торговельно-ремісничим, культурно-освітнім та адміністративним центром.
Поширеними ремеслами були шевство, столярство, різьба по дереву. Частина міщан вела дрібну торгівлю, обробляла землю, прислуговувала в замку тощо. Розвитку Бережан як торговельного центру сприяло зручне географічне положення, - через місто проходив один із шляхів, що вели із західних країн у Причорномор'я. Тут торгували зерном, мукою, шкірами, медом, рибою, ремісничими виробами, зокрема гончарними і дерев'яними, а також тканинами, зброєю, жіночими прикрасами. Тут поступово почали селитися купці з найвіддаленіших куточків України, Польщі, Вірменії. Значний відсоток населення Бережан становили євреї, які займалися переважно торгівлею.
У 1554 р. в Бережанах закінчується спорудження кам'яного замку, який згодом - у 1570 р. та в першій чверті XVII ст.- було зміцнено й розбудовано. На відміну від інших твердинь він споруджений не на високій, неприступній горі, а в глибокій заболоченій річковій долині — на острові, утвореному двома рукавами Золотої Липи. Крім цих природних факторів, обороноздатність замку забезпечували глибокі рови з водою та високі вали. Середньовічні Бережани мали розвинену систему позазамкових укріплень. У 1683 р. до числа оборонних споруд міста долучився збудований під горою Сторожиська монастир бернардинів з Миколаївським костьолом. У 1742 р. його було оперезано міцним фортечним муром. Таким чином Бережани, крім замку, який захищав їх зі сходу, дістали надійний бастіон також із заходу й перетворилися в одне з найбільш обороноздатних міст краю.

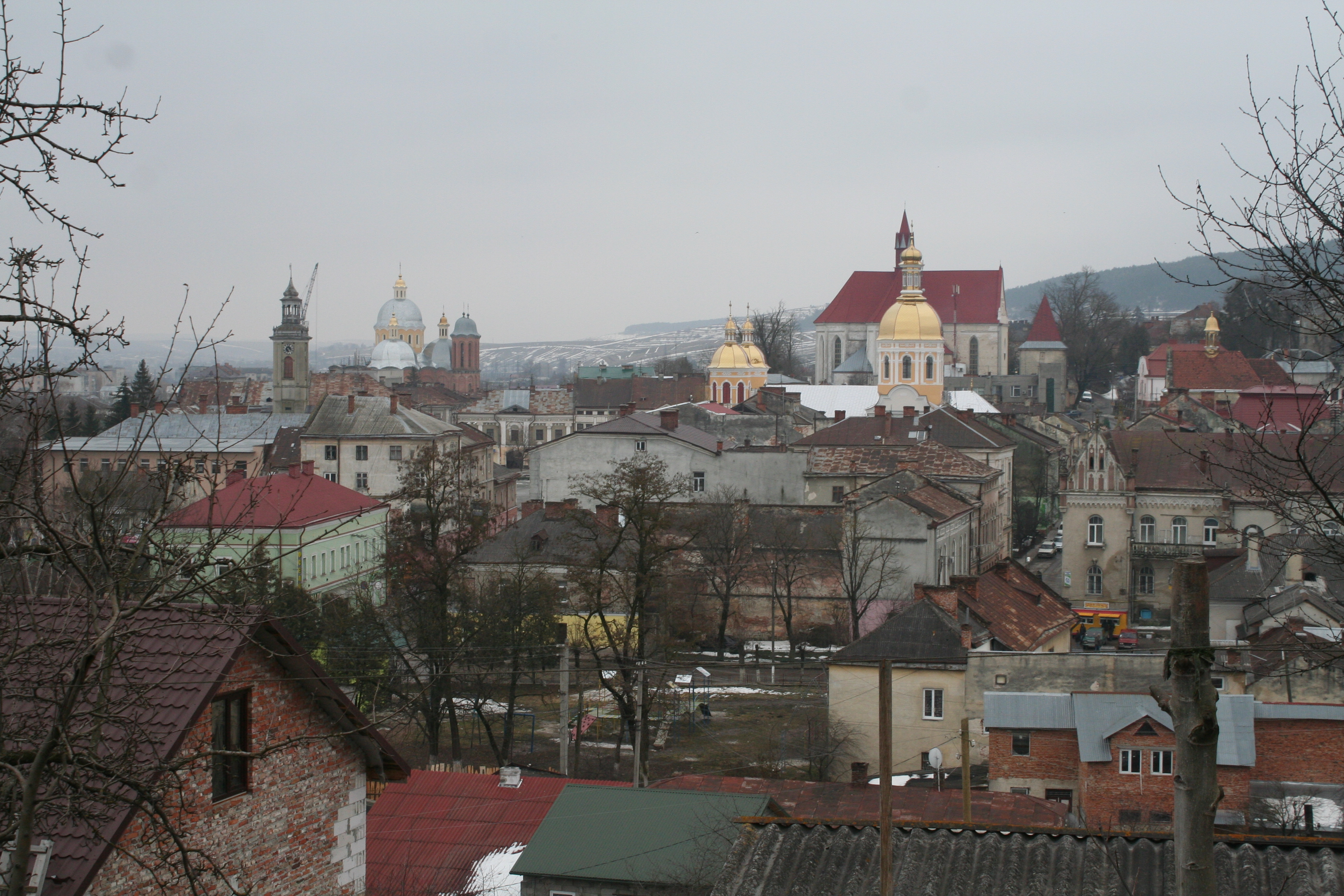

Бережанський замок відігравав неабияку роль в обороні Поділля. Жодного разу нападники не змогли здобути його: захищаючи твердиню, люди відстоювали рідну землю. Не встояв замок лише у 1648 р. перед селянсько-козацькими загонами Богдана Хмельницького коли міщани-українці підтримали козаків і допомогли штурмувати замок. На початку XVIII ст. у Бережанському замку кілька разів побував вождь угорських повстанців Ференц Ракоці ІІ  - керівник антигабсбурзької національно-визвольної війни угорського народу 1703-1711 рр., князь Трансільванії (Семигороддя). Тут він написав і  проголосив свою знамениту “Відозву”.
У 1772 р., після першого поділу Польщі, західноукраїнські землі відійшли до складу Австрійської імперії. За новим адміністративним поділом 1781 р. Галичина ділилася на циркули (округи), а ті, в свою чергу,- на повіти. Центром одного з округів (їх на Тернопільщині було три) стали Бережани. Такий адміністративний поділ у краї зберігався в основному аж до 1867 р.
Наприкінці XVIII - на початку XIX ст. архітектурно склався центральний майдан Бережан. Посередині чотирикутної, добре впорядкованої площі споруджено на дубових палях ратушу з високою годинниковою вежею. Згодом до ратуші добудовано крила, що утворили чотирикутник з невеличким внутрішнім двориком. Навколо площі з усіх боків вишикувалися ряди переважно триповерхових житлових будівель, унизу яких містилися крамниці, склади.
У 1805 році до Бережан із Збаража перенесено гімназію. З Бережанської гімназії вийшло чимало видатних діячів науки і культури, зокрема:  Маркіян, відомий польський композитор Антон, польський журналіст, публіцист та поет, один із керівників створеної під час революції 1848 р. Центральної ради народової у Львові Ян Добжанський; автор цінних праць з історії та археології Галичини, український історик, професор Ізидор Шараневич; польський філолог Тадеуш Мандибур,; український філолог Михайло Осадца; польський бібліограф й історик польської літератури Владислав Вислоцький; український письменник, батько Богдана Лепкого Марко Мурава; культурно-освітній діяч, видавець і літературознавець Василь Лукич (В. Л. Левицький).
Пожвавленню економіки Бережан (спричинене реформою 1848 р. ) сприяло будівництво залізниць. У 1894 р. залізнична колія сполучила Бережани з Тернополем, на початку XX ст. прокладено колію, що вела до Рогатина, а в 1909 р.- до Підгаєць. Промислове обличчя Бережан на початку XX ст. складали : дві цегельні, броварня,, медоварня, три фабрики газованої води, фабрика лойових свічок і мила, два млини (один - із сукновальнею і тартаком), сірникова фабрика і лісопильний завод. Поблизу Бережан, у Новій Греблі, діяла папірня, яка в 1909 р. за кількістю робітників посідала друге місце серед споріднених підприємств Галичини.
Незважаючи на появу деяких фабрик і заводів, населення Бережанщини наприкінці XIX - на початку XX ст. займалося, як і віками перед тим, в основному сільським господарством.
У серпні-вересні 1916 у боях на горі Лисоня поблизу Бережан Легіон УСС героїчно стримував натиск російської армії; місто зазнало значних руйнувань.
У листопаді 1918 - липні 1919 — повітовий центр ЗУНР. В Бережанському замку розташовувалась Начальна команда (генштаб) УГА. Упродовж 1919–1939 рр. місто перебувало під владою Польщі та було адміністративним центром сільської гміни Бережани. Від вересня 1939 - у складі УРСР; згодом — райцентр.
Згідно з Постановою Верховної ради України від 13 травня 2015 року Бережани набули статусу міста обласного значення.
Сучасні Бережани – це архітектурний ансамбль історичного ареалу, який доносить до нас визначні архітектурно-стильові елементи попередніх епох, що формує своєрідну візитну картку нашого міста. Завдання зі збереження та пізнання цього історичного духу нашого міста постає перед міською владою і є пріоритетним напрямом діяльності органу місцевого самоврядування в тісній співпраці з Державним історико-архітектурним заповідником в м. Бережани. Зберегти оригінальність та неповторність Бережан-міста традиційного й міста сучасного, де традиційне повинно бути рушієм сучасного.
ПАМЯТКИ АРХІТЕТКТУРИ НАЦІОНАЛЬНОГО ЗНАЧЕННЯ
1. Ратуша(1803-1811 рр. мур.) пл. Ринок, 1;
Бережанська ратуша.

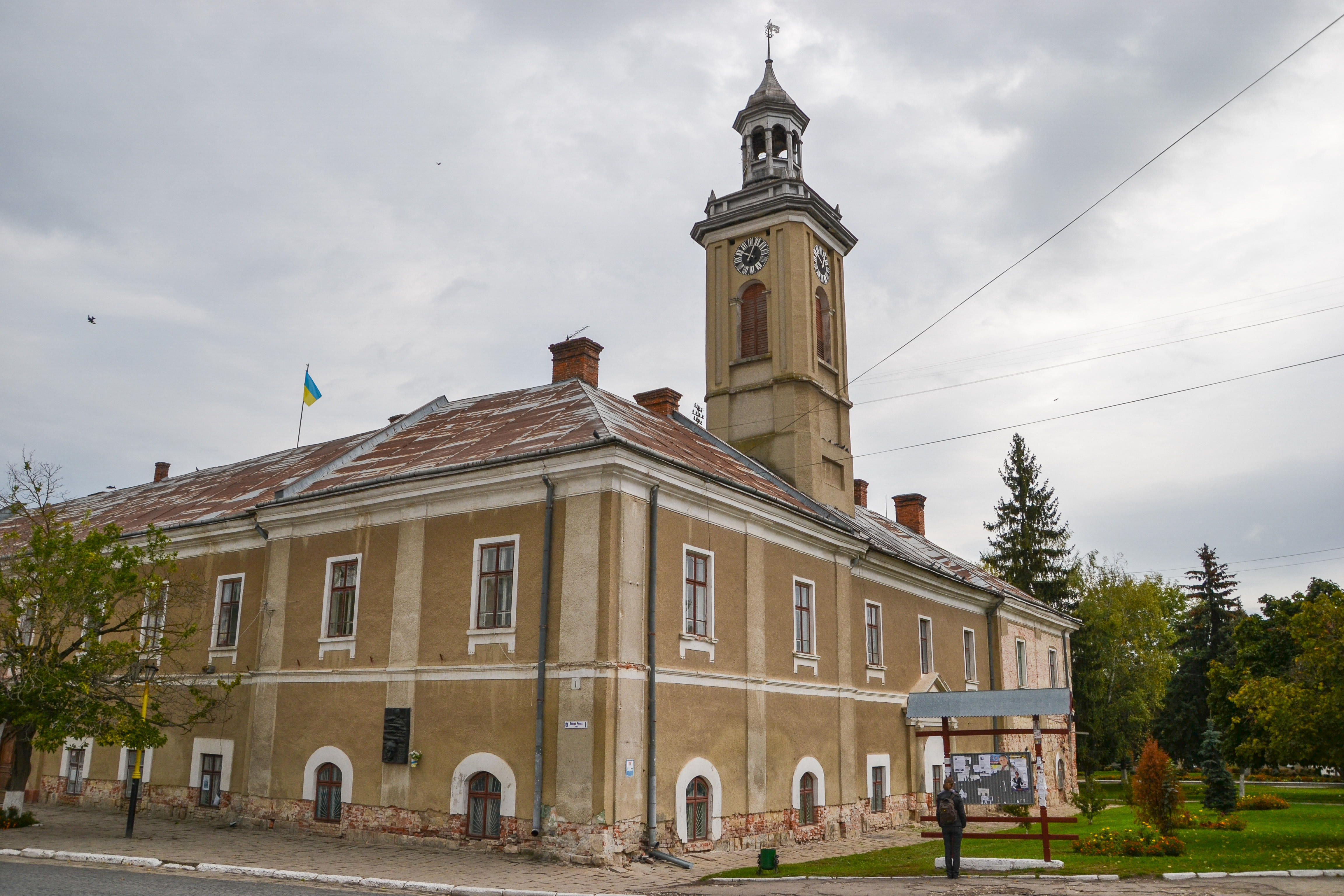
Ратуша м. Бережани

2. Церква св. Трійці (1626-поч. ХХ ст. мур.) пл. Ринок, 12;
Церква Пресвятої Трійці

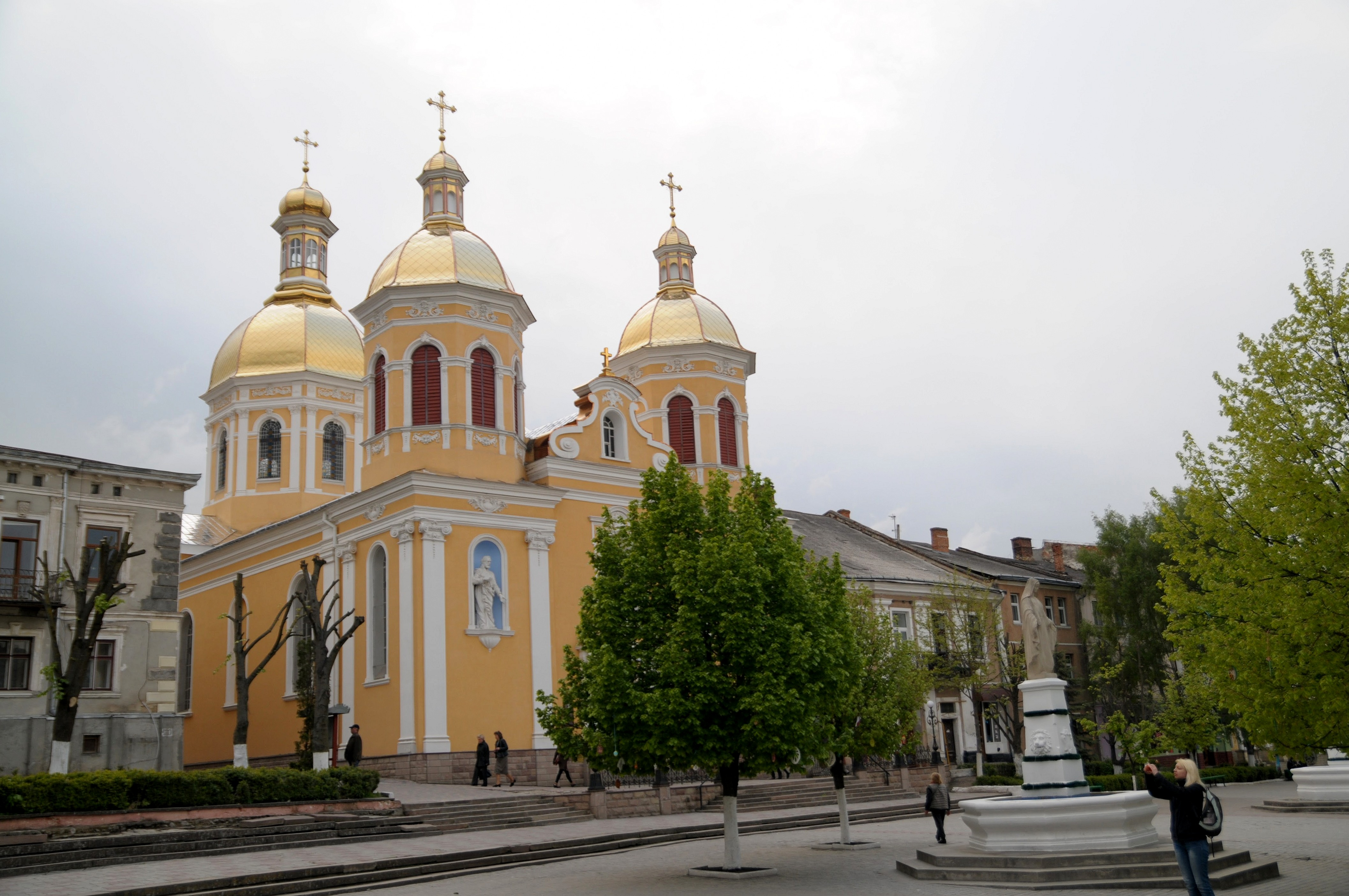
Бережани, Церква Пресвятої Трійці

3. Костел Різдва Діви Марії (св. Петра та Павла) (1600 р. мур.) вул. Братів Лепких;
Костел св. Петра та Павла

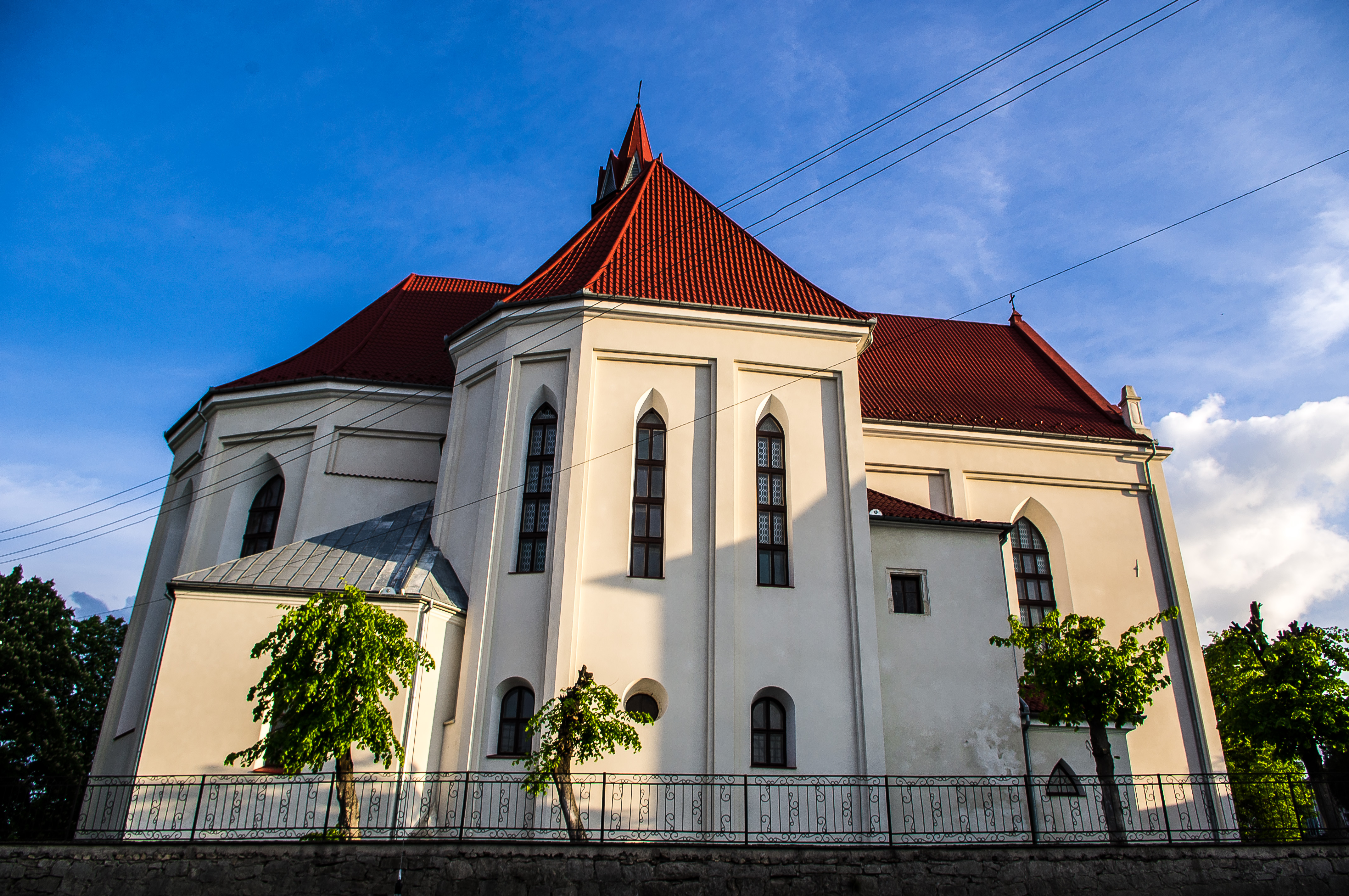
Костел Різдва Діви Марії

4. Дзвіниця костелу Різдва Діви Марії (св. Петра та Павла) вул. Братів Лепких
Дзвінниця костелу св. Петра та Павла
5.Замок (XVI-XVIII ст. мур.) вул. І. Франка;

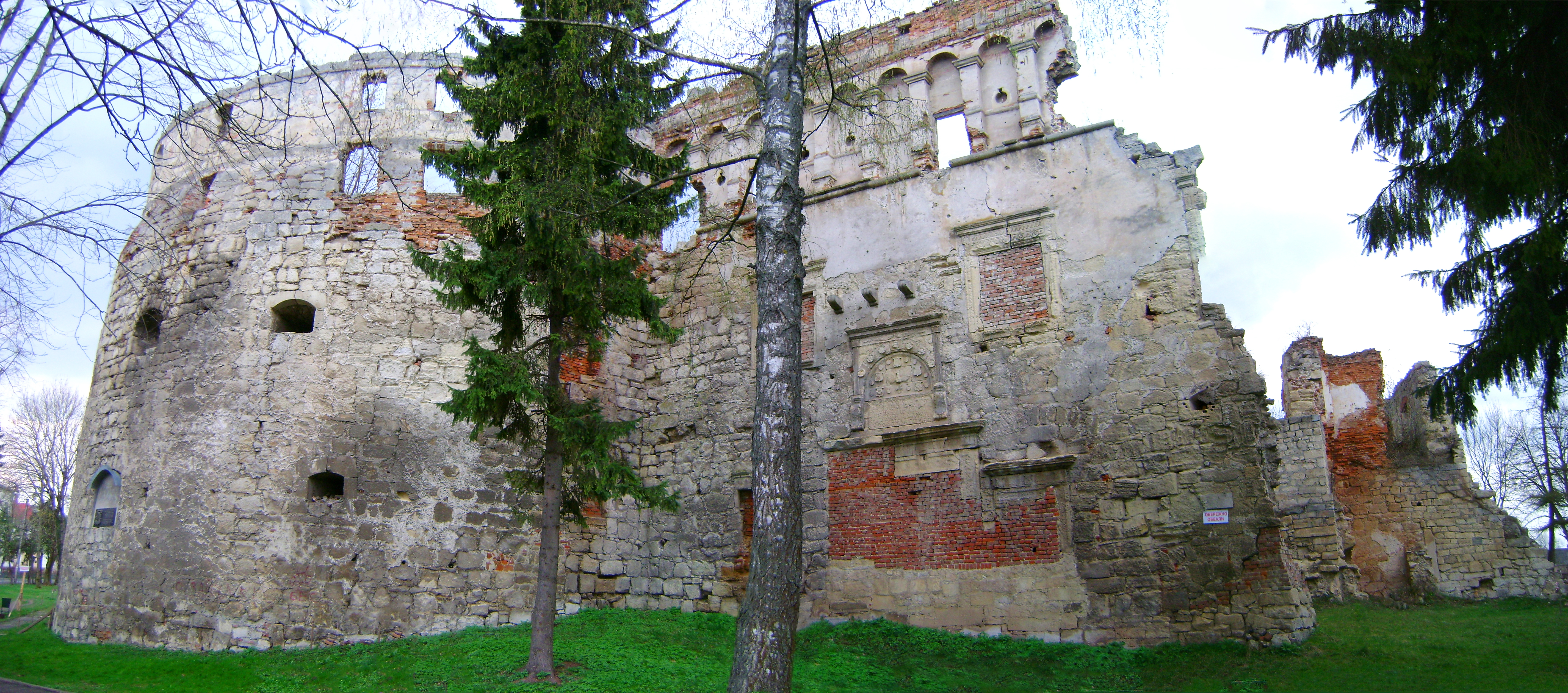
Бережанський замок
6. Каплиця св. Трійці (1554 р. мур.) вул. І. Франка;
Замкова каплиця

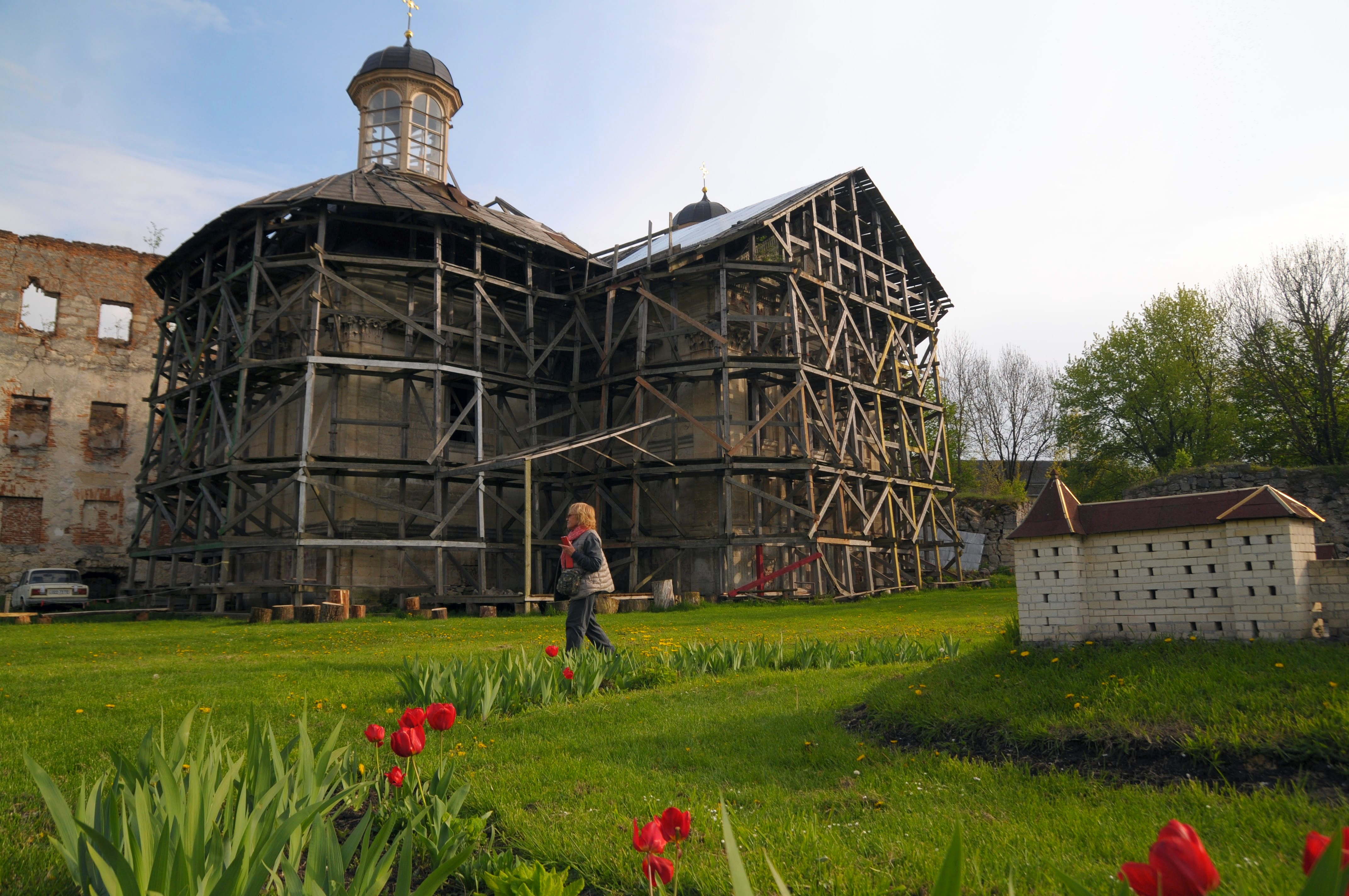
Каплиця св. Трійці (1554 р. мур.) вул. І. Франка

7. Костел св. Миколая монастиря ордену Бернардинів (1630-1683 рр. мур.) вул. Костельна;
Церква Пратулинських мучеників, колишній костел святого Миколая монастиря бернардинів
8. Церква св. Миколая (1691р., дер.) вул. Шевченка;
Церква Св.Миколая (на Адамівці)
9. Палацово –парковий комплекс (XVIII ст.) с. Рай

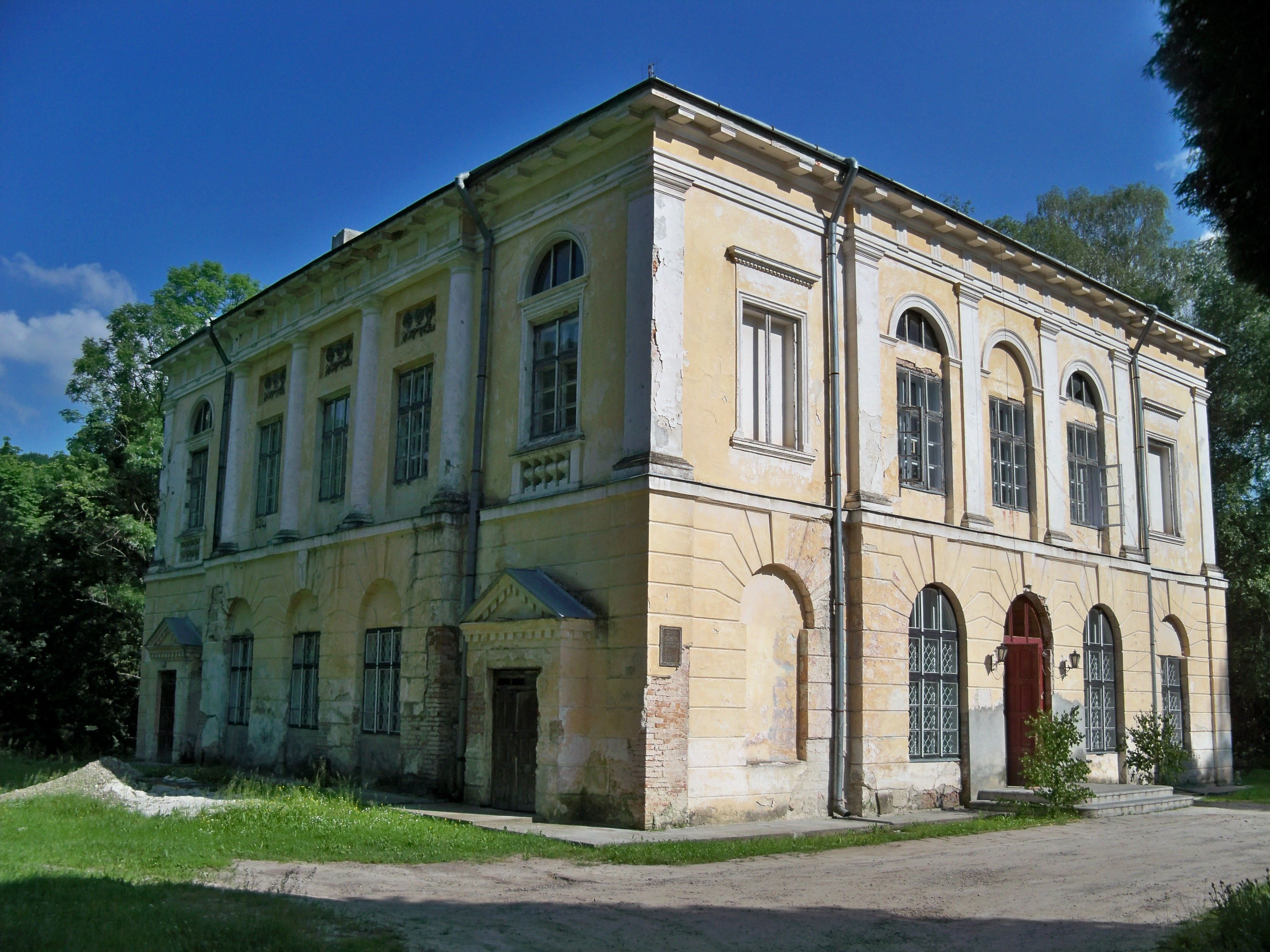
Раївський мисливський палац

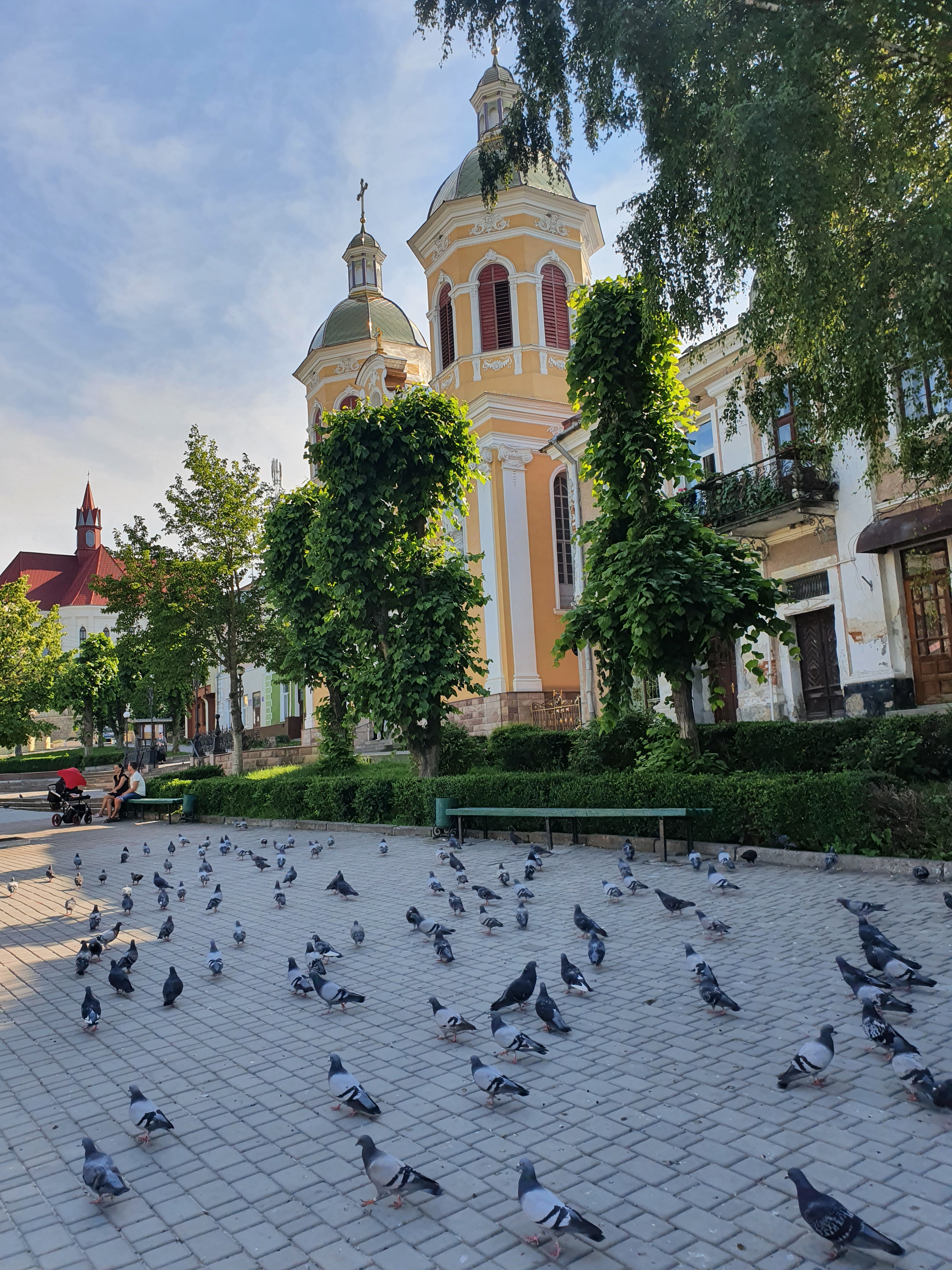
Площа Ринок в Бережанах

## Населені пункти
До складу громади входять 1 місто (Бережани) і 20 сіл:
- Баранівка
- Біще
- Гиновичі
- Жовнівка
- Жуків
- Залужжя
- Комарівка
- Краснопуща
- Куропатники
- Лісники
- Надрічне
- Підлісне
- Пліхів
- Поручин
- Посухів
- Потутори
- Рай
- Урмань
- Шибалин
- Ясне